# Dejan Bauman
Dejan Bauman, slovenski nogometaš, * 8. september 1970, Maribor.
Bauman je nekdanji profesionalni nogometaš, ki je igral na položaju vezista. V svoji karieri je igral za hrvaški Hajduk Split ter slovenske Maribor, Publikum Celje, Olimpijo, Šentjur in Železničar Maribor. Skupno je v prvi slovenski ligi odigral 120 tekem in dosegel 18 golov, v drugi slovenski ligi pa 41 tekem in 11 golov. Z Mariborom je osvojil slovenski pokal leta 1992, z Olimpijo pa leta 2000.